# Championnat du monde de baseball 12 ans et moins 2011
Navigation
2013
Le Championnat du monde de baseball 12 ans et moins 2011 est la 1re édition de cette épreuve mettant aux prises les meilleures sélections nationales des moins de 12 ans. Elle se déroule du 8 juillet 2011 au 17 juillet 2011 à Taïwan.
La compétition se joue dans la ville de Taipei City et est remportée par Taïwan qui s'impose 3-2 en finale face à Cuba.

## Sélections
Après le retrait du Zimbabwe, 13 nations participent au tournoi. Les équipes sont réparties en deux groupes, un de sept et un de huit :
| Groupe A  | Groupe B     |
| --------- | ------------ |
| Brésil    | Corée du Sud |
| Cuba      | Indonésie    |
| Équateur  | Italie       |
| Hong Kong | Mexique      |
| Lituanie  | Philippines  |
| Japon     | Venezuela    |
| Taïwan    |              |

## Premier Tour

### Groupe A

#### Résultats
| 8 juillet 2011 | Lituanie | 0 - 16 (5m) Boxscore | Japon | Youth Park Stadium, Taipei City Affluence: 215 |

| 8 juillet 2011 | Hong Kong | 2 - 15 (5m) Boxscore | Équateur | Youth Park Stadium, Taipei City Affluence: 250 |

| 8 juillet 2011 | Taïwan | 2 - 6 Boxscore | Cuba | Tianmu Baseball Stadium, Taipei City Affluence: 2500 |

| 9 juillet 2011 | Cuba | 15 - 0 (4m) Boxscore | Lituanie | Shing-Sheng Park Baseball Stadium, Taipei City Affluence: 150 |

| 9 juillet 2011 | Japon | 5 - 4 Boxscore | Brésil | Tianmu Baseball Stadium, Taipei City Affluence: 50 |

| 9 juillet 2011 | Équateur | 1 - 10 Boxscore | Taïwan | Tianmu Baseball Stadium, Taipei City Affluence: 680 |

| 10 juillet 2011 | Brésil | 4 - 0 Boxscore | Équateur | Youth Park Stadium, Taipei City Affluence: 200 |

| 10 juillet 2011 | Hong Kong | 0 - 28 (4m) Boxscore | Cuba | Shing-Sheng Park Baseball Stadium, Taipei City Affluence: 120 |

| 10 juillet 2011 | Taïwan | 13 - 3 (5m) Boxscore | Japon | Tianmu Baseball Stadium, Taipei City Affluence: 1900 |

| 11 juillet 2011 | Brésil | 12 - 0 (5m) Boxscore | Hong Kong | Shing-Sheng Park Baseball Stadium, Taipei City Affluence: 85 |

| 11 juillet 2011 | Équateur | 2 - 24 (4m) Boxscore | Japon | Youth Park Stadium, Taipei City Affluence: 250 |

| 11 juillet 2011 | Lituanie | 1 - 18 (4m) Boxscore | Taïwan | Tianmu Baseball Stadium, Taipei City Affluence: 1000 |

| 12 juillet 2011 | Japon | 16 - 2 (5m) Boxscore | Hong Kong | Youth Park Stadium, Taipei City Affluence: 400 |

| 12 juillet 2011 | Brésil | 19 - 1 (4m) Boxscore | Lituanie | Shing-Sheng Park Baseball Stadium, Taipei City Affluence: 20 |

| 12 juillet 2011 | Cuba | 13 - 1 (5m) Boxscore | Équateur | Tianmu Baseball Stadium, Taipei City Affluence: 102 |

| 14 juillet 2011 | Lituanie | 5 - 11 Boxscore | Hong Kong | Shing-Sheng Park Baseball Stadium, Taipei City Affluence: 120 |

| 14 juillet 2011 | Japon | 2 - 4 Boxscore | Cuba | Tianmu Baseball Stadium, Taipei City Affluence: 140 |

| 14 juillet 2011 | Taïwan | 11 - 1 (5m) Boxscore | Brésil | Tianmu Baseball Stadium, Taipei City Affluence: 1500 |

| 15 juillet 2011 | Équateur | 4 - 1 Boxscore | Lituanie | Youth Park Stadium, Taipei City Affluence: 200 |

| 15 juillet 2011 | Cuba | 10 - 0 (5m) Boxscore | Brésil | Tianmu Baseball Stadium, Taipei City Affluence: 500 |

| 15 juillet 2011 | Taïwan | 0 - 0 (0m) | Brésil | Tianmu Baseball Stadium, Taipei City |

#### Classement
| Pl. | Équipe    | J | V | D | %     |
| --- | --------- | - | - | - | ----- |
| 1   | Cuba      | 6 | 6 | 0 | 1.000 |
| 2   | Taïwan    | 5 | 4 | 1 | .800  |
| 3   | Japon     | 6 | 4 | 2 | .666  |
| 4   | Brésil    | 6 | 3 | 3 | .500  |
| 5   | Équateur  | 6 | 2 | 4 | .333  |
| 6   | Hong Kong | 5 | 1 | 4 | .200  |
| 7   | Lituanie  | 6 | 0 | 6 | .000  |

### Groupe B

#### Résultats
| 8 juillet 2011 | Venezuela | 23 - 0 (4m) Boxscore | Italie | Shing-Sheng Park Baseball Stadium, Taipei City Affluence: 50 |

| 8 juillet 2011 | Mexique | 15 - 0 (4m) Boxscore | Philippines | Tianmu Baseball Stadium, Taipei City Affluence: 300 |

| 8 juillet 2011 | Indonésie | 0 - 15 (4m) Boxscore | Corée du Sud | Tianmu Baseball Stadium, Taipei City Affluence: 200 |

| 9 juillet 2011 | Italie | 0 - 15 (5m) Boxscore | Corée du Sud | Youth Park Stadium, Taipei City Affluence: 400 |

| 9 juillet 2011 | Indonésie | 0 - 25 (4m) Boxscore | Mexique | Tianmu Baseball Stadium, Taipei City Affluence: 150 |

| 10 juillet 2011 | Philippines | 4 - 13 Boxscore | Italie | Shing-Sheng Park Baseball Stadium, Taipei City Affluence: 120 |

| 10 juillet 2011 | Corée du Sud | 6 - 10 Boxscore | Venezuela | Tianmu Baseball Stadium, Taipei City Affluence: 200 |

| 11 juillet 2011 | Philippines | 15 - 6 Boxscore | Indonésie | Youth Park Stadium, Taipei City Affluence: 150 |

| 11 juillet 2011 | Venezuela | 3 - 6 Boxscore | Mexique | Tianmu Baseball Stadium, Taipei City Affluence: 527 |

| 12 juillet 2011 | Mexique | 9 - 1 Boxscore | Corée du Sud | Tianmu Baseball Stadium, Taipei City Affluence: 83 |

| 12 juillet 2011 | Italie | 14 - 4 (5m) Boxscore | Indonésie | Youth Park Stadium, Taipei City Affluence: 300 |

| 14 juillet 2011 | Philippines | 0 - 17 (4m) Boxscore | Venezuela | Youth Park Stadium, Taipei City Affluence: 200 |

| 14 juillet 2011 | Italie | 0 - 9 Boxscore | Mexique | Youth Park Stadium, Taipei City Affluence: 125 |

| 15 juillet 2011 | Corée du Sud | 7 - 1 Boxscore | Philippines | Shing-Sheng Park Baseball Stadium, Taipei City Affluence: 75 |

| 15 juillet 2011 | Venezuela | 0 - 0 (0m) | Indonésie | Youth Park Stadium, Taipei City |

#### Classement
| Pl. | Équipe       | J | V | D | %     |
| --- | ------------ | - | - | - | ----- |
| 1   | Mexique      | 5 | 5 | 0 | 1.000 |
| 2   | Venezuela    | 4 | 3 | 1 | .750  |
| 3   | Corée du Sud | 5 | 3 | 2 | .600  |
| 4   | Italie       | 5 | 2 | 3 | .400  |
| 5   | Philippines  | 5 | 1 | 4 | .200  |
| 6   | Indonésie    | 4 | 0 | 4 | .000  |

## Deuxième Tour

### Demi-finales5eà8e
| 16 juillet 2011 | Japon | 8 - 1 Boxscore | Italie | Youth Park Stadium, Taipei City Affluence: 270 |

| 16 juillet 2011 | Corée du Sud | 5 - 6 Boxscore | Brésil | Youth Park Stadium, Taipei City Affluence: 400 |

### Demi-finales
| 16 juillet 2011 | Cuba | 4 - 2 Boxscore | Venezuela | Tianmu Baseball Stadium, Taipei City Affluence: 493 |

| 16 juillet 2011 | Mexique | 1 - 7 Boxscore | Taïwan | Tianmu Baseball Stadium, Taipei City Affluence: 4520 |

## Finales

### Match pour la11eplace
| 16 juillet 2011 | Indonésie | 5 - 9 Boxscore | Hong Kong | Shing-Sheng Park Baseball Stadium, Taipei City Affluence: 200 |

### Match pour la9eplace
| 16 juillet 2011 | Équateur | 2 - 7 Boxscore | Philippines | Shing-Sheng Park Baseball Stadium, Taipei City Affluence: 200 |

### Match pour la7eplace
| 17 juillet 2011 | Corée du Sud | 7 - 6 (7m) Boxscore | Italie | Youth Park Stadium, Taipei City Affluence: 420 |

### Match pour la5eplace
| 17 juillet 2011 | Brésil | 0 - 2 (4m) Boxscore | Japon | Youth Park Stadium, Taipei City Affluence: 480 |

### Match pour la médaille de bronze
| 17 juillet 2011 | Venezuela | 12 - 4 Boxscore | Mexique | Tianmu Baseball Stadium, Taipei City Affluence: 310 |

### Match pour la médaille d'or
| 17 juillet 2011 | Cuba | 2 - 3 Boxscore | Taïwan | Tianmu Baseball Stadium, Taipei City Affluence: 9235 |

## Classement final
| Pl. | Sélection    |
| --- | ------------ |
|     | Taïwan       |
|     | Cuba         |
|     | Venezuela    |
| 4   | Mexique      |
| 5   | Japon        |
| 6   | Brésil       |
| 7   | Corée du Sud |
| 8   | Italie       |
| 9   | Philippines  |
| 10  | Équateur     |
| 11  | Hong Kong    |
| 12  | Indonésie    |
| 13  | Lituanie     |

## Récompenses
Voici les joueurs récompensés à l'issue de la compétition:
| Position          | Joueur           |
| ----------------- | ---------------- |
| Lanceur partant   | Ronney Muniz     |
| Lanceur de relève | Argel Francias   |
| Receveur          | Henry L. solano  |
| 1re base          | Wei En Tseng     |
| 2e base           | Miguel Vargas    |
| 3e base           | Nolan E. Perez   |
| Arrêt-court       | Isaac E. Paredes |
| Champs extérieurs | Jose L. Matos    |
| Champs extérieurs | Josver A. Blanco |
| Champs extérieurs | Erasmo Ramos     |

| Récompense                          | Joueur                    |
| ----------------------------------- | ------------------------- |
| Meilleure moyenne au bâton          | Isaac E. Paredes (.652)   |
| Meilleure moyenne de points mérités | Gusieppe Gutierrez (0.00) |
| Plus de coups de circuits           | Jose L. Matos (6)         |
| Plus de points produits             | Isaac E. Paredes (20)     |
| Plus de points marqués              | Jose L. Matos (13)        |